# Ičići
Ičići su naselje smješteno na sjevernom Jadranu, u Kvarnerskom zaljevu oko 5 km od Opatije odnosno 15 km od Rijeke. Broj stanovnika po popisu stanovništva iz 2021. je 836. Nalazi se u podnožju planine Učke koja je visoka 1401 m i čiji je okoliš proglašen parkom prirode.  
Iznad Ičića prolazi stara Josipova cesta „Via Giuseppina“ otvorena 1785. godine, koja prati trasu antičke Vie Secondarie i hodočasničkog srednjevjekovnog puta od Pazina do Trsata.

## Stanovništvo
| broj stanovnika |       |       | 113   | 127   | 211   | 342   |       |       | 405   | 418   | 434   | 483   | 561   | 579   | 530   | 866   | 836   |
|                 | 1857. | 1869. | 1880. | 1890. | 1900. | 1910. | 1921. | 1931. | 1948. | 1953. | 1961. | 1971. | 1981. | 1991. | 2001. | 2011. | 2021. |

## Gospodarstvo
Razvoj medicine u 19. stoljeću popularizira putovanja i boravak u klimatskim lječilištima diljem Europe, pa tako i Kvarnerskog zaljeva. Godine 1889. car Franjo Josip I. proglašava „Abbaziu“ - Opatiju klimatskim lječilištem.
Izgradnjom priobalne ceste i šetališta Lungomare dužine 12 km, povezana su naselja, uvale, plaže i vile od Voloskog do Lovrana i tako je nastala rivijera na kojoj značajno mjesto zauzimaju Ičići. 
U Ičićima je očuvano dvadesetak starih vila s početka 20. stoljeća  u secesijskom i historicističkom stilu.
Današnji su se Ičići razvili oko stare luke nadsvođene mostom koja je stoljećima služila za utovar malih brodova ogrijevnim drvetom sa šumovitih obronaka planine Učke i poljoprivrednih proizvoda.
Stanovništvo se pretežito bavi turizmom i ugostiteljskim djelatnostima. Zbog svog položaja Ičići su se tijekom godina razvili u turističko središte s ACI marinom, autokampom, te hotelskim i apartmanskim smještajem i raznovrsnim sportsko rekreacijskim sadržajem.

Glavna plaža Ičića duga 270  metara nalazi se u samom središtu mjesta redovito je bila nagrađena plavo zastavom neprekinuto od 2004. godine.
Mjesto Ičići povezano je s ostalim mjestima međugradskim i gradskim autobusima. 

## Sport
Održavaju se turniri odbojke na pijesku: Ičići Open (od 2014.) koji je dijelom prvenstva Hrvatske, te Ičići MEVZA (od 2016.) međunarodni turnir u organizaciji CEV-a. Također se povremeno održavao teniski turnir Istarska rivijera.
Redovito se održavaju jedriličarske regate za djecu i odrasle "ACI Cup Optimist", te "Susak za dvoje", plivački maraton i natjecanje "Swimming and running 505" i natjecanje je u ribolovu iz usidrene brodice "Zlatni pišmoj Memorial cap. Igor Žiganto.

## Galerija
| Icici, photos, panorama | Icici, photos, panorama | Icici, photos, panorama | Icici, photos, panorama |

| Icici, photos, panorama | Icici, photos, panorama · Icici, photos, panorama |

- Lučica Ičići
- Pogled na ACI MARINU
- Lučica Ičići
- Vila Bamba